# Кейп-Мей-Корт-Хаус
Кейп-Мей-Корт-Хаус (англ. Cape May Court House) — статистически обособленная местность и невключённая территория, расположенная в тауншипе Мидл в округе Кейп-Мей, штат Нью-Джерси. Входит в состав метрополитенского статистического ареала Ошен-Сити. Согласно переписи Соединенных Штатов 2010 года, население составляло 5338 человек. Кейп-Мей-Корт-Хаус является административным центром округа Кейп-Мей.

## История
Кейп-Мей-Корт-Хаус был заложен в 1703 году Джереми Хэндом. Сначала поселение называлось Рамни-Марш, затем Мидлтоном, до того как было переименовано в Кейп-Мей-Корт-Хаус. Название городка встречается в архивах 1764 года после постройки частых домов и первой баптистской церкви, когда Дэниел Хэнд на своём собственном акре земли построил здание суда и тюрьмы. Здание было отреставрировано в 1849 году.

## География
Кейп-Мей-Корт-Хаус расположен на 39°04′50″ Северной широты 74°49′28″ Восточной долготы (39.080425, −74.824428).
Согласно Бюро переписи Соединённых Штатов, у городка общая площадь земли составляет 23,6 км²: 23,3 км² и общая площадь воды 0,4 км² (это 1,54 %).

## Демография
По данным переписи 2010 года население Кейп-Мей-Корт-Хауса составляло 5338 человека (из них 47,0 % мужчин и 53,0 % женщин), в местности было 2165 домашних хозяйств и 1396 семьи. Расовый состав: белые — 85,1 %, афроамериканцы — 9,3 % и представители двух и более рас — 2,2 %.
Население города по возрастному диапазону по данным переписи 2010 года распределилось следующим образом: 19,9 % — жители младше 18 лет, 2,6 % — между 18 и 21 годами, 55,2 % — от 21 до 65 лет и 22,3 % — в возрасте 65 лет и старше. Средний возраст населения — 47,1 года. На каждые 100 женщин в Кейп-Мей-Корт-Хаусе приходилось 88,8 мужчин, при этом на 100 совершеннолетних женщин приходилось уже 83,4 мужчин сопоставимого возраста.
Из 2165 домашних хозяйств 64,5 % представляли собой семьи: 48,1 % совместно проживающих супружеских пар (15,8 % с детьми младше 18 лет); 12,0 % — женщины, проживающие без мужей и 4,3 % — мужчины, проживающие без жён. 35,5 % не имели семьи. В среднем домашнее хозяйство ведут 2,37 человека, а средний размер семьи — 2,95 человека. В одиночестве проживали 29,4 % населения, 15,4 % составляли одинокие пожилые люди (старше 65 лет).

## Экономика
В 2015 году из 4535 человек старше 16 лет имели работу 2343. При этом мужчины имели медианный доход в 47 404 долларов США в год против 43 188 долларов среднегодового дохода у женщин. В 2014 году медианный доход на семью оценивался в 88 333 $, на домашнее хозяйство — в 66 458 $. Доход на душу населения — 34 215 $ в год. 6,5 % от всего числа семей в Кейп-Мей-Корт-Хаусе и 8,8 % от всей численности населения находилось на момент переписи за чертой бедности.